# ستاكليس بايثون
ستاكليس بايثون (بالإنجليزية: Stackless Python)‏ هو تنفيذ للغة البرمجة بايثون. يهدف إلى الاستغناء عن مكدس سي.

## استخدامات
استخدم ستاكليس بشكل كبير في لعبة إيف أونلاين.